# Pescorocchiano
Pescorocchiano is een gemeente in de Italiaanse provincie Rieti (regio Latium) en telt 2447 inwoners (31-12-2004). De oppervlakte bedraagt 94,6 km², de bevolkingsdichtheid is 27 inwoners per km².

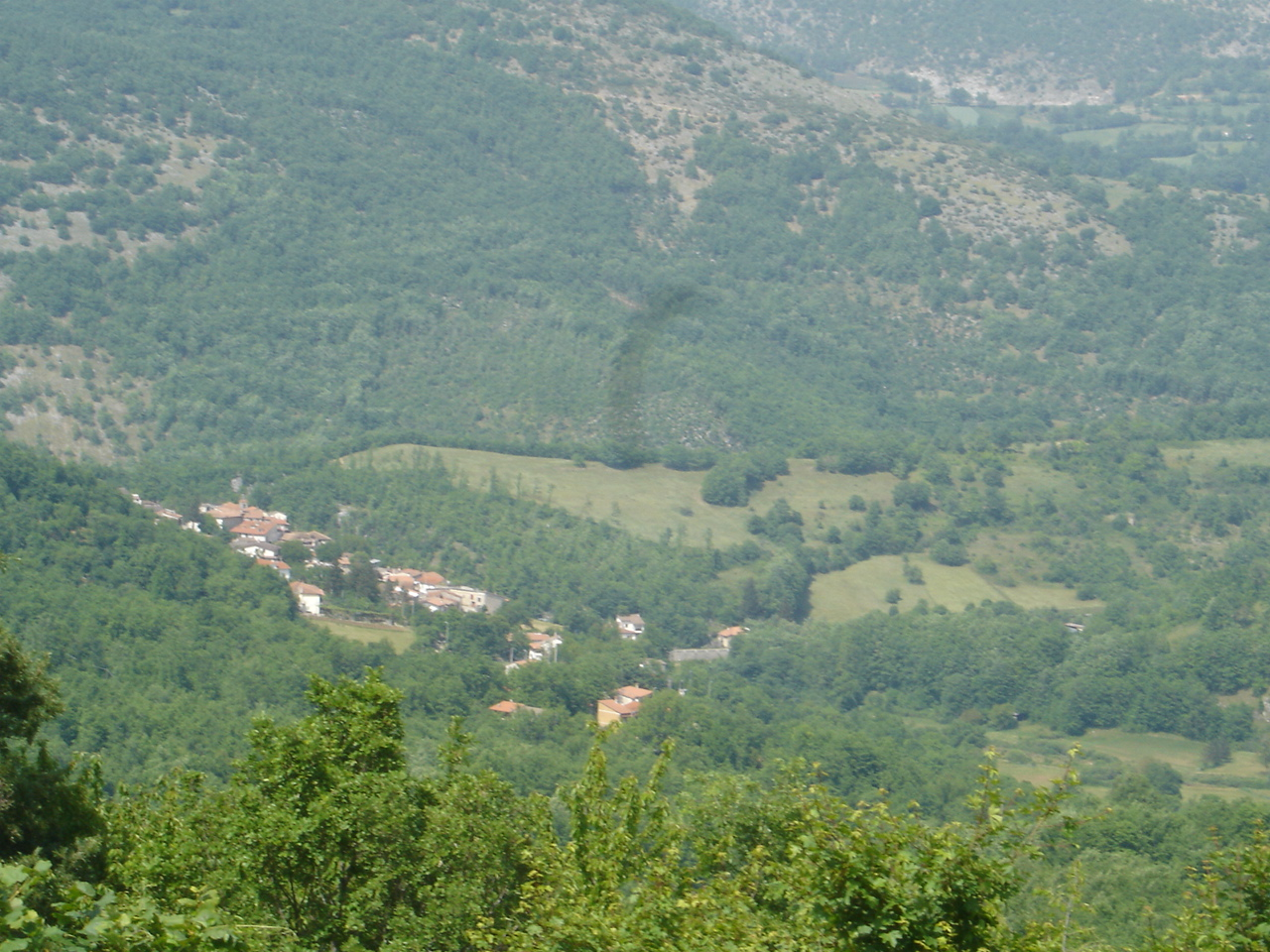
Frazione Nesce
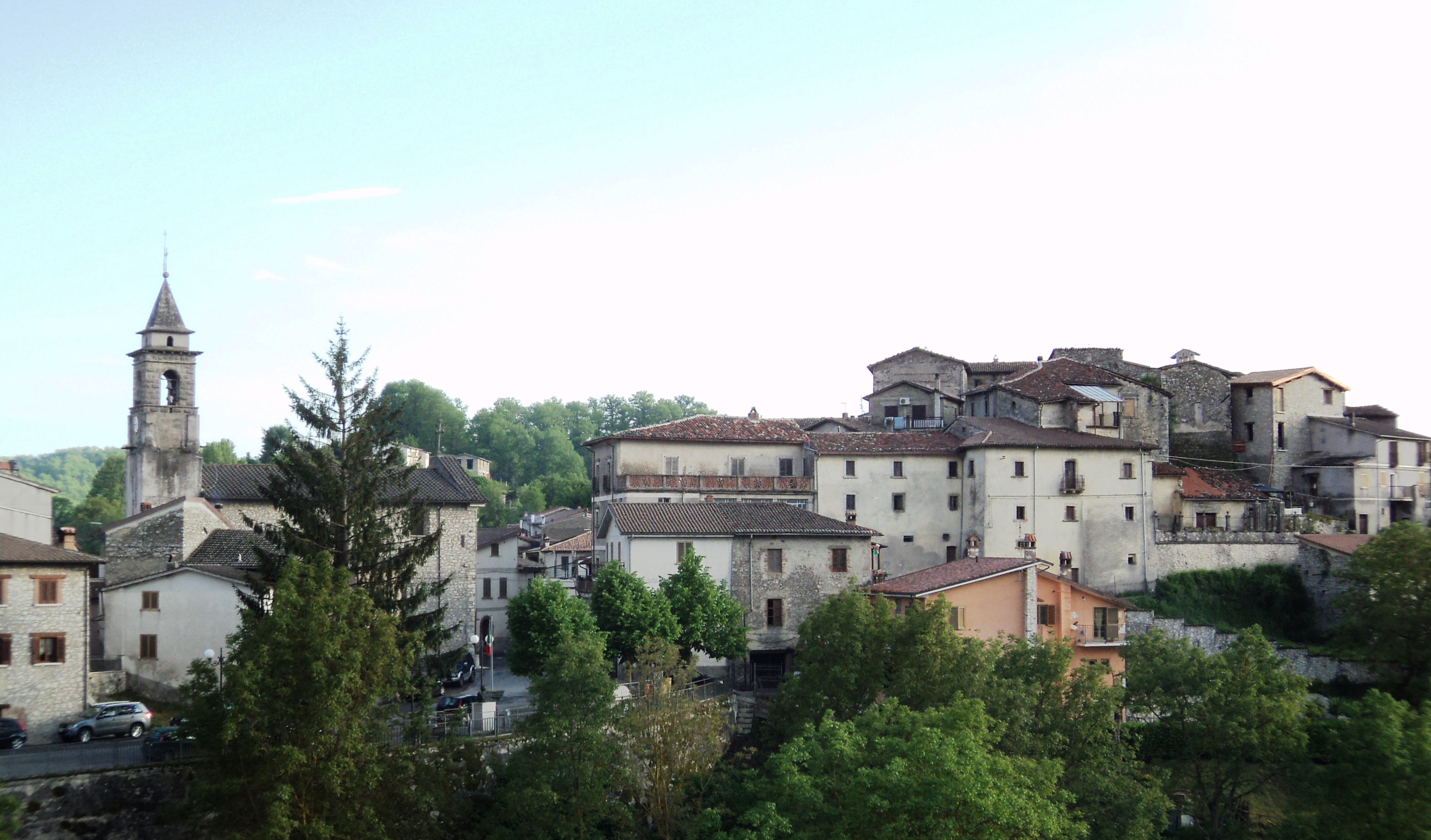
Frazione Leofreni
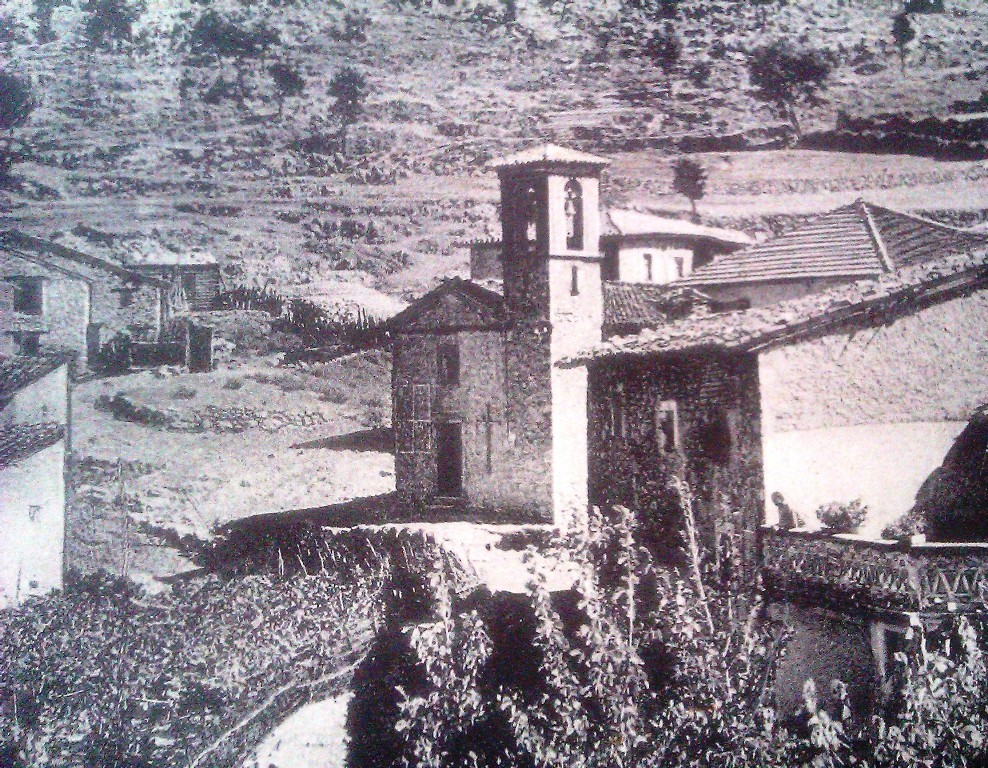
Castelluccio
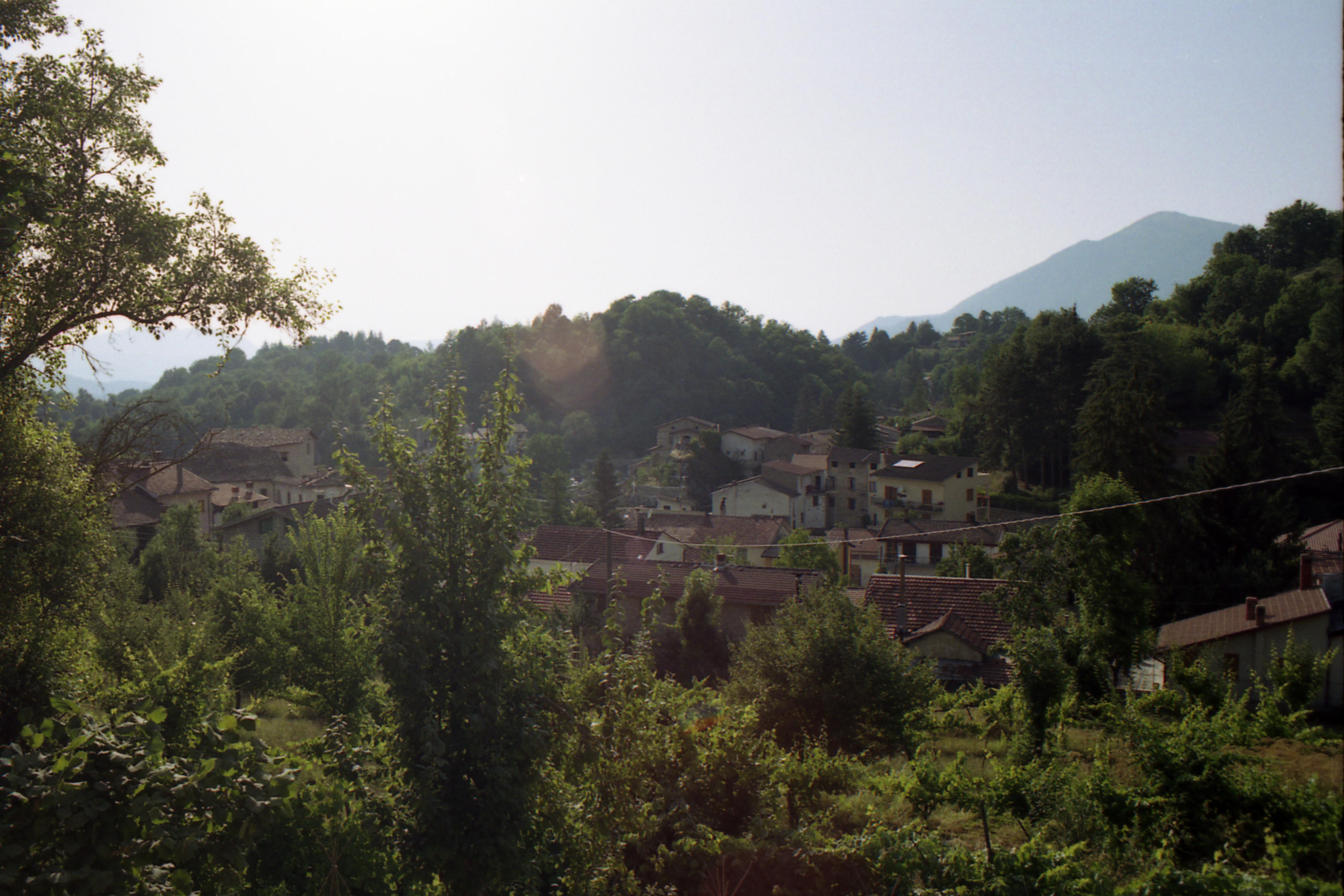
Frazione Torre di Taglio

## Demografie
Pescorocchiano telt ongeveer 1113 huishoudens. Het aantal inwoners daalde in de periode 1991-2001 met 6,8% volgens cijfers uit de tienjaarlijkse volkstellingen van ISTAT.
| Jaar | Inwoneraantal |
| ---- | ------------- |
| 1991 | 2738          |
| 2001 | 2553          |

## Geografie
De gemeente ligt op ongeveer 806 m boven zeeniveau.
Pescorocchiano grenst aan de volgende gemeenten: Borgorose, Carsoli (AQ), Collalto Sabino, Fiamignano, Marcetelli, Petrella Salto, Sante Marie (AQ), Tornimparte (AQ), Varco Sabino.